# Scherstetten

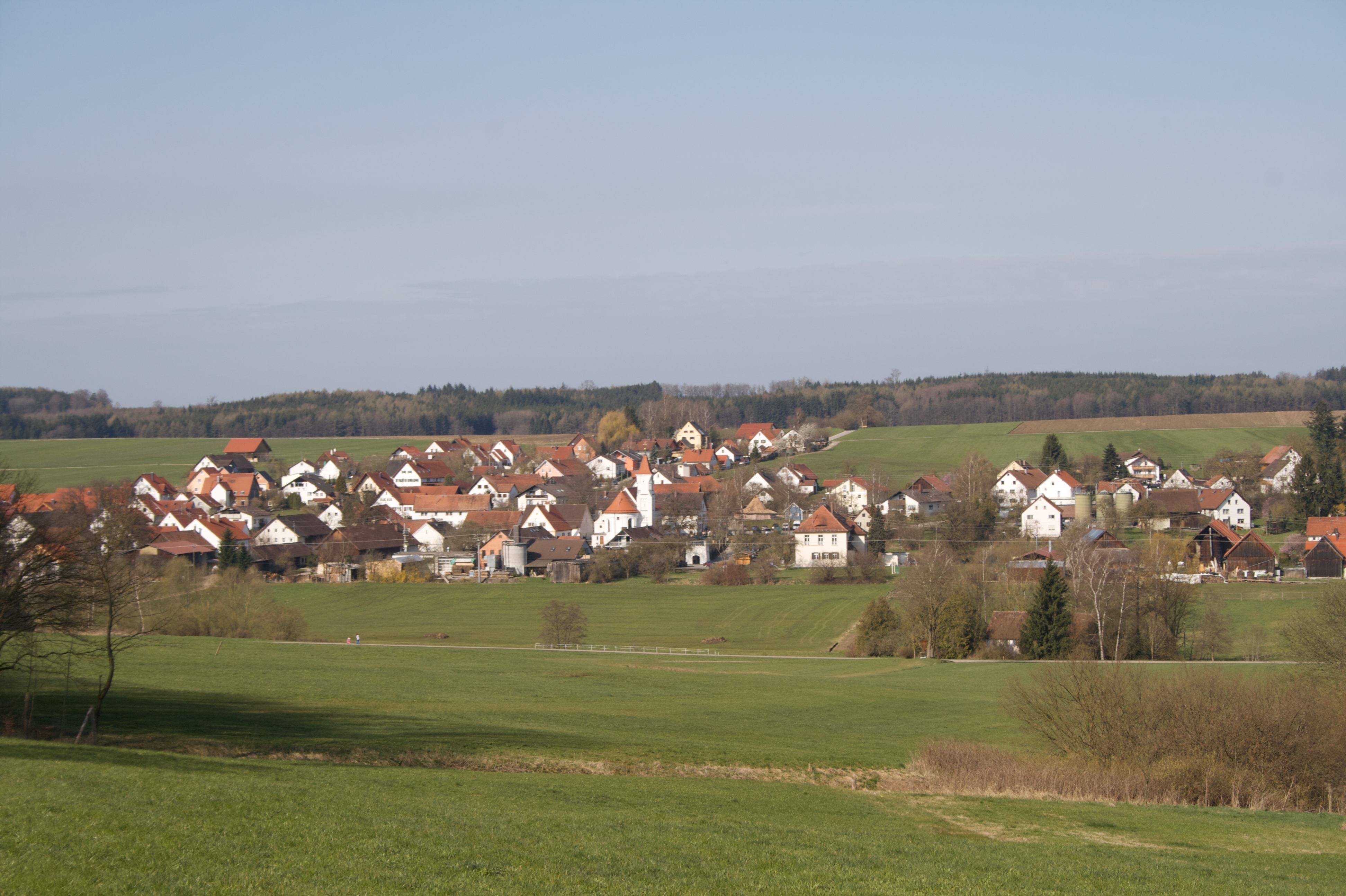
Ortsansicht Scherstetten

Scherstetten ist eine Gemeinde im schwäbischen Landkreis Augsburg. Die Gemeinde ist Mitglied der Verwaltungsgemeinschaft Stauden mit Sitz in Langenneufnach.

## Geographie

### Lage
Die Gemeinde liegt im Südwesten des Landkreises Augsburg inmitten der Stauden. Die Stauden bilden den Hauptteil des Naturparks Augsburg Westliche Wälder.
Östlich an Scherstetten fließt die Schmutter, westlich der Schweinbach vorbei.

### Gemeindegliederung
Es gibt sieben Gemeindeteile, die sich auf zwei Gemarkungen verteilen:
- Hauptort und Pfarrdorf Scherstetten
  - Dorf Erkhausen
  - Weiler Berghöfe
  - Weiler Bruderhof
  - Einöde Geiselhof
  - Einöde Gern
- Pfarrdorf Konradshofen
  - Weiler Hilpoldsberg

## Geschichte

### Bis zur Gemeindegründung
Die nicht mehr vorhandene Burganlage war im Besitz der Ritter von Scherstetten, Ministerialen des Augsburger Bischofs, die bis 1370 ihren Sitz hier hatten. Dem Heilig-Geist-Spital Augsburg gehörten im Mittelalter zwei Drittel der Fläche des Ortes, weitere Teile gehörten dem Reichskloster St. Ulrich und Afra. Seit dem Reichsdeputationshauptschluss von 1803 gehört der Ort zu Bayern. Im Zuge der Verwaltungsreformen im Königreich Bayern entstand mit dem Gemeindeedikt von 1818 die heutige Gemeinde.

### Einwohnerentwicklung
Zwischen 1988 und 2018 wuchs die Gemeinde von 912 auf 1043 um 131 Einwohner bzw. um 14,4 %.

### Eingemeindungen
Im Zuge der Gebietsreform in Bayern wurde am 1. Mai 1978 die Gemeinde Konradshofen eingegliedert.

## Politik

### Gemeinderat
Der Gemeinderat setzt sich seit 2002 aus zwölf Mitgliedern zusammen. Weiteres Mitglied und Vorsitzender des Gemeinderates ist der Bürgermeister. Die Kommunalwahl am 15. März 2020 brachte folgendes Ergebnis:
- Freie Bürger Scherstetten: 8 Sitze (64,5 %)
- Gemeinschaft Konradshofen: 4 Sitze (35,5 %).

Die Sitzverteilung ist damit unverändert wie in der Amtszeit 2014 bis 2020.

### Bürgermeister
Seit Mai 2008 ist Robert Wippel Erster Bürgermeister; er wurde am 15. März 2020 mit 90,9 % für weitere sechs Jahre im Amt bestätigt.

## Wappen
|  | Blasonierung: „Schild gespalten; vorne gespalten von Rot, Grün und Silber; hinten in Schwarz ein frei stehendes goldenes Kleeblattkreuz; im Schildfuß ein goldener, mit einem blauen Querfluss belegter Dreiberg.“ |
|  | |

## Sehenswürdigkeiten
- Katholische Pfarrkirche St. Peter und Paul